# Chris Liebing
Chris Liebing (* 11. prosince 1968, Gießen, Německo jako Christopher Liebing) je německý techno producent, jenž se podepsal pod tvorbou pro labely jako CLR, Clretry, CLAU, Stigmata nebo Soap. Pro své nahrávky použil Chris roku 1994 nový výraz - schranz.
Společně s Speedy J tvoří duet nazývající se Collabs 3000.